# Familia Heck
Familia Heck (în engleză The Middle) este un sitcom american difuzat pe ABC în perioada 30 noiembrie 2009 și 22 mai 2018. Serialul urmărește traiul și greutățile zilnice ale unei familii din clasa de mijloc inferioară⁠(d) din Indiana. Din distribuția sa fac parte Patricia Heaton și Neil Flynn. Familia Heck a fost creat de foștii scenariști ai serialelor Roseanne și Murphy Brown⁠(d) Eileen Heisler și DeAnn Heline de la Blackie and Blondie Productions. Acesta este produs de studiourile Warner Bros. Television⁠(d) și Black and Blondie Productions. Familia Heck a fost lăudat de critici și a primit numeroase nominalizări.
Un spin-off intitulat Sue Sue In The City, care se concentrează în jurul personajului interpretat de Eden Sher, Sue Heck, urma să fie lansat în 2019. Totuși, ABC a respins proiectul. Acesta a fost cumpărat de alte rețele de televiziune, însă nu a fost ales pentru producție.

## Intriga
Serialul îi prezintă pe Frances „Frankie” Heck (Patricia Heaton), o femeie de vârstă mijlocie⁠(d) din vestul mijlociu, și pe soțul ei Mike ( Neil Flynn). Aceștia locuiesc în micul oraș fictiv Orson din Indiana, localitate bazată pe orașul Jasper⁠(d), împreună cu cei trei copii ai lor: Axl (Charlie McDermott), Sue (Eden Sher) și Brick (Atticus Shaffer).
Serialul este narat de Frankie, inițial un agent de vânzări fără experiență în cadrul unui magazin second-hand de mașini, iar mai târziu asistentă medicală⁠(d) într-un cabinet stomatologic. Soțul ei Mike administrează o carieră⁠(d) și spiritul său stoic reprezintă o influență stabilizatoare în familie, cu toate că Frankie se plânge uneori de lipsa sa de afecțiune. Copiii acestora sunt diferiți unul de celălalt: fiul cel mai mare, Axl, un adolescent popular, dar leneș, este un sportiv talentat, însă are rezultate slabe la învățătură; fiica Sue este o tânără adolescentă entuziasmată, dar ciudată și eșuează în tot ce-și propune, iar fiul cel mic, Brick, este un cititor obsesiv, inteligent și introvertit⁠(d). Alte personaje includ mătușa lui Frankie, Edie, primul iubit al lui Sue, Brad, și fratele lui Mike, Rusty.

## Distribuția
- Patricia Heaton - Frances Patricia „Frankie” Heck (născută Spence)
- Neil Flynn - Michael Bartholomew „Mike” Heck Jr.
- Charlie McDermott - Axl Redford Heck
- Eden Sher - Sue Sue Heck
- Atticus Shaffer - Brick Ishmail Heck

## Episoade
| Sezonul | Sezonul | Episoade | Episoade | Premiera TV        | Premiera TV       |
| Sezonul | Sezonul | Episoade | Episoade | Prima transmisie   | Ultima transmisie |
| ------- | ------- | -------- | -------- | ------------------ | ----------------- |
|         | 1       | 24       | 24       | 30 septembrie 2009 | 19 mai 2010       |
|         | 2       | 24       | 24       | 22 septembrie 2010 | 25 mai 2011       |
|         | 3       | 24       | 24       | 21 septembrie 2011 | 23 mai 2012       |
|         | 4       | 24       | 24       | 26 septembrie 2012 | 22 mai 2013       |
|         | 5       | 24       | 24       | 25 septembrie 2013 | 21 mai 2014       |
|         | 6       | 24       | 24       | 24 septembrie 2014 | 13 mai 2015       |
|         | 7       | 24       | 24       | 23 septembrie 2015 | 18 mai 2016       |
|         | 8       | 23       | 23       | 11 octombrie 2016  | 16 mai 2017       |
|         | 9       | 24       | 24       | 3 octombrie 2017   | 22 mai 2018       |